# Cédric Moulot
Cédric Moulot, né le 19 octobre 1978 à Thionville en Lorraine, est un restaurateur français établi à Strasbourg en Alsace.

## Biographie

### Famille et formation

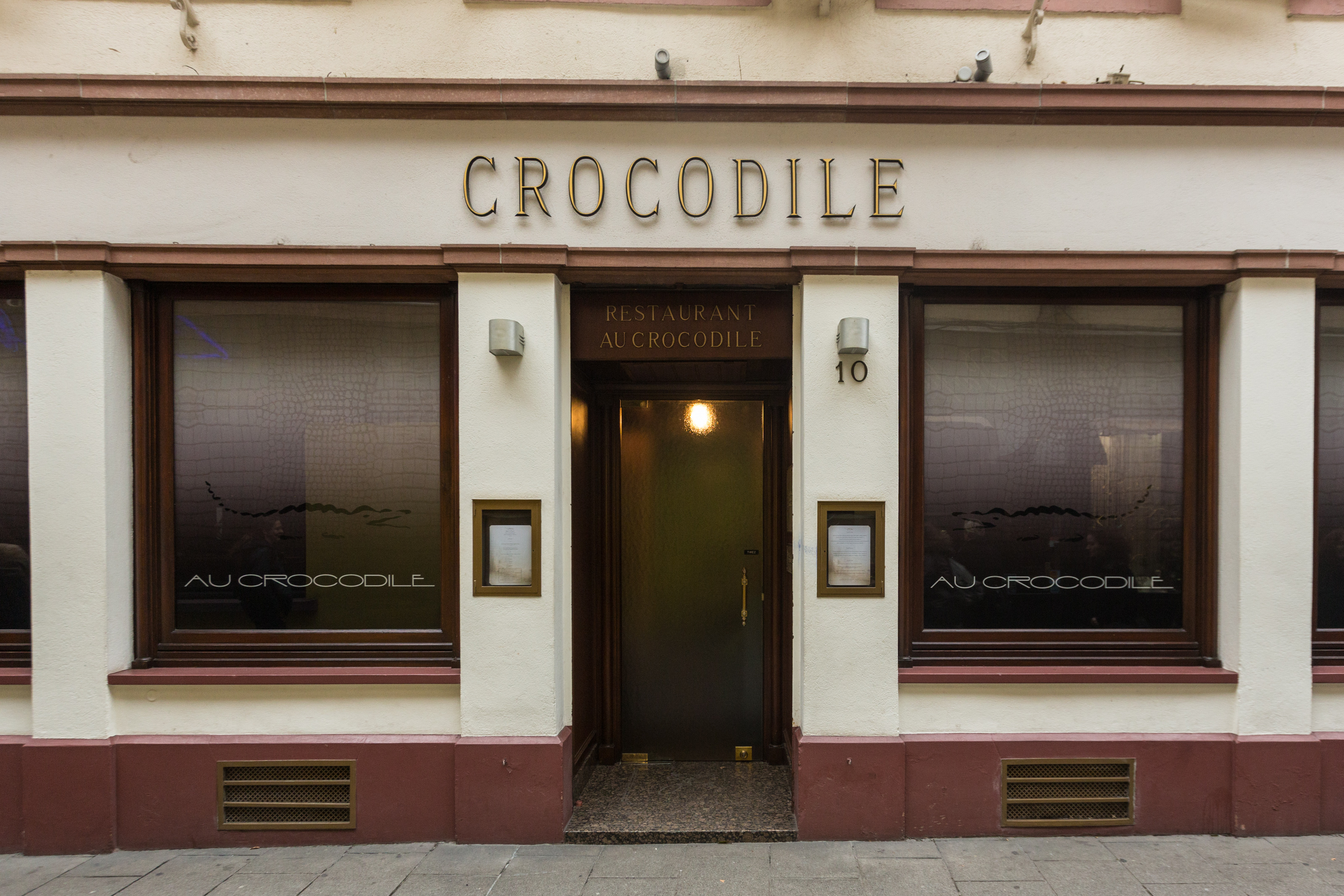
Restaurant au Crocodile

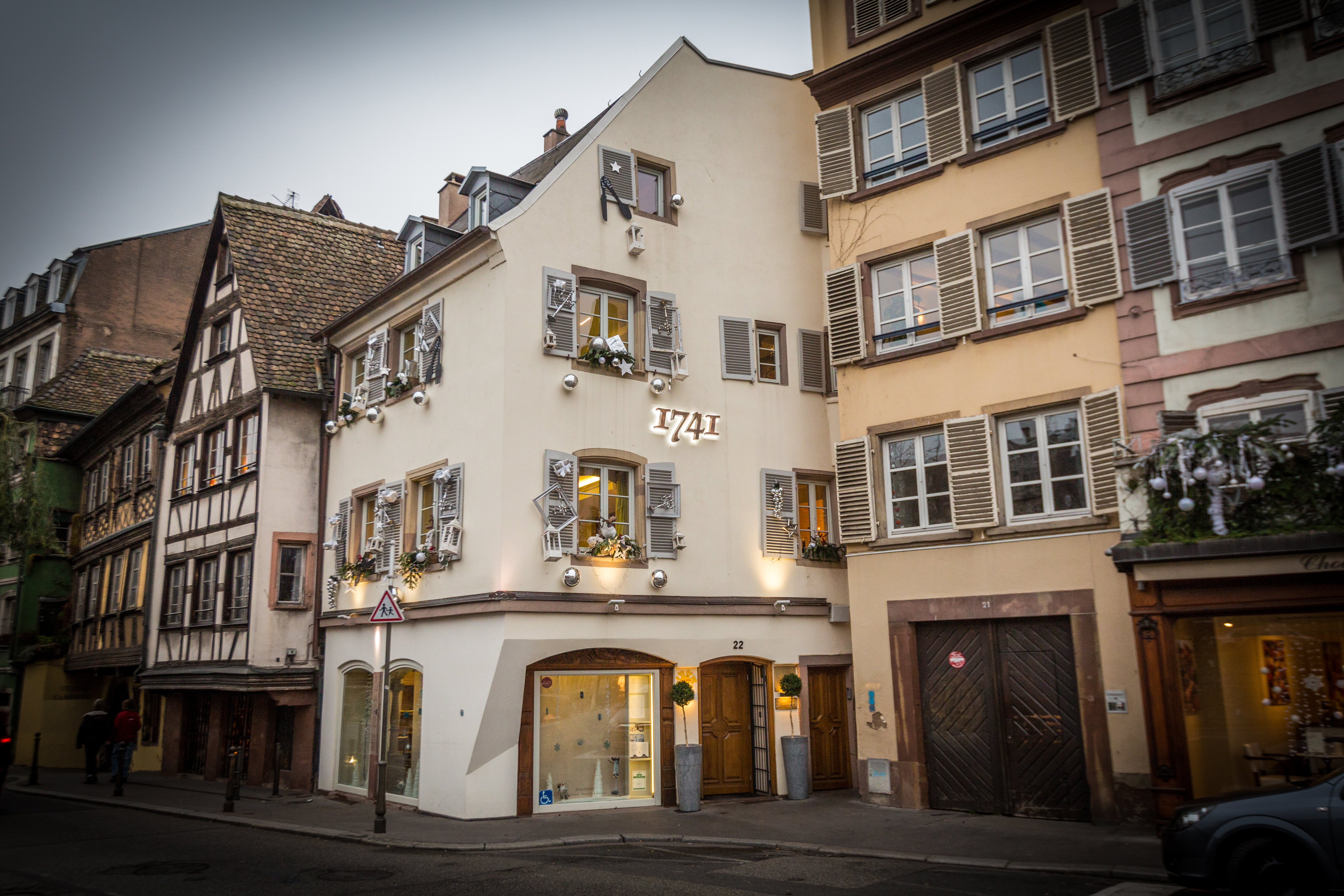
Restaurant le 1741.

Né en 1978 de parents restaurateurs, Cédric Moulot suit également cette voie par le biais d’une formation au lycée hôtelier d’Illkirch,,. Il acquiert de l'expérience dans divers établissements[Lesquels ?].

### Parcours professionnel
Il est assistant de gestion à La Brasserie de La Bourse, dont il devient directeur associé neuf ans plus tard. En 2003, il acquiert le restaurant Le Tire Bouchon (une Winstub Strasbourgeoise) qui lui apporte le titre de maître restaurateur et l’obtention du Bib gourmand, distinction attribuée par le Guide Michelin. 
En 2011, il lance à Strasbourg le 231 East Street, un concept de restauration rapide, franchisé depuis janvier 2012. 
En mai 2012, il inaugure son nouvel établissement gastronomique, le 1741 qui obtient une étoile au guide Michelin, deux années après son ouverture. Il est réputé pour allier art, poésie et gastronomie au sein d’un même établissement.
Toujours en 2012 il crée avec Stéphane Riss le Meiselocker, une  Winstub comme l'est le Tire Bouchon. 
Le 1er février 2015, il reprend la « gestion opérationnelle », dont le recrutement, de cinq des six restaurants du chef Philippe Bohrer.  
En avril 2015, il rachète Le Crocodile qui se voit en 2016 doté d'une étoile au Guide Michelin jusqu'à la fermeture du restaurant, en juin, 2019 pour travaux. 
En février 2019, le restaurant La table de Louise , 7 rue du Vieux-Marché-aux-Poissons, devient le Maïence, restaurant gastronomique dédié aux produits de la mer et au végétal avec, aux fourneaux, le chef Gilles Goujon. L'établissement ferme définitivement en 2020 après la pandémie de coronavirus.  
En juin 2019, fermeture du restaurant Le Crocodile pour travaux, il rouvre le 23 janvier 2020, avec aux fourneaux un chef de 34 ans, Romain Brillat,.
En septembre 2019, il vend les deux restaurants, Meiselocker et Au Bon Vivant au groupe « Les Restaurants alsaciens » de Damien Delalleau.

### Structure de la holding « CM Collection »
La holding, « CM Collection » réalise, en 2019, 450 000 couverts par an pour un chiffre d'affaires d'environ 14 millions d'euros.
Cédric Moulot, la divise en deux entités. Le premier pôle est celui des « tables d'excellence ». Il comprend un restaurant étoilé, le 1741 (une étoile au guide Michelin) et trois au Gault et Millau et Le Crocodile. Le second pôle comprend des « tables gourmandes » : La Vignette, Le Tire-Bouchon, Les Armes de Strasbourg (place Gutenberg) et Le Dôme, un restaurant Glacier.

### Intérêt pour le monde de l’art et le régionalisme
Cédric Moulot a un intérêt pour le monde de l’art, la musique, la peinture, la sculpture. Ses établissements rappellent son inclination envers la peinture et la sculpture et mettent en avant un régionalisme accru.
De 1988 à 1995 il fait partie de l’Harmonie Municipale de Valleroy[Lequel ?].

## Distinctions
- Maitre restaurateur depuis 2011 au Tire Bouchon
- Obtention du BIB Gourmand du Guide Michelin en 2013 pour Le Tire Bouchon, établissement qui a rejoint le guide Gault et Millau en 2014.
- Deux établissements – Le Tire Bouchon et Le 1741 – sont classés Châteaux Hôtels Collection[15]
- L’ouverture du 1741 est considérée comme « l’évènement de l’année 2012 » par Gilles Pudlowski[16] et Événement de l'Année dans le Pudlo Alsace 2013
- En 2014, Le 1741 obtient sa première étoile au Guide Michelin[17],[18] concrétisation de l'Espoir 1* obtenu au Guide Michelin 2013
- Le Meiselocker rejoint le guide Gault et Millau en 2014 par l'obtention d'une toque, année où il reçoit également la plaque officielle « Qualité Tourisme » du réseau des Ambassadeurs d’Alsace.
- Six mois après son ouverture, le 231 East Street se voit nommé à la 17e édition des « Palmes de la Restauration » dans le cadre de l'Omnivore Food Festival.
- Le Gault et Millau décerne le trophée « Entrepreneur de l’année » 2016 à Cédric Moulot.
- Obtention d'une étoile en 2016 au Guide Michelin[7] pour Le Crocodile.